# DIOS
DIOS (Doorzetten Is Ons Streven) is een Nederlandse handbalvereniging uit het Zuid-Hollandse Den Hoorn met ruim 250 leden. De club is sindsdien aanzienlijk gegroeid en heeft meer dan 250 leden, waaronder vier seniorenteams en negentien jeugdteams die in verschillende competities spelen.
In het seizoen 2020/2021 speelt het eerste herenteam in de tweede divisie, het eerste damesteam speelt in de regionale eerste klasse.

## Resultaten
Heren
- 2002 9e
Tweede divisie C
- 2003 9e
Regioklasse C
- 2004
Eerste klasse
- 2005
- 2006
- 2007 1e
Eerste klasse
- 2008
- 2009
- 2010
- 2011 1e
Hoofdklasse B
- 2012 7e
Eerste divisie
- 2013 5e
Eerste divisie
- 2014 6e
Eerste divisie
- 2015 9e
Eerste divisie
- 2016 8e
Eerste divisie
- 2017 6e
Eerste divisie
- 2018 8e
Eerste divisie
- 2019 5e
Eerste divisie
- 2020 9e
Eerste divisie
- 2021
Tweede divisie B
- 2022 12e
Tweede divisie A
- 2023 5e
Hoofdklasse C

- Eerste divisie
- Tweede divisie
- Hoofdklasse
- Eerste klasse

## Erelijst
| Competitie     | Aantal | Jaren   |
| -------------- | ------ | ------- |
| Nationaal      |        |         |
| Tweede divisie | 1x     | 2010/11 |
| Regionaal      |        |         |
| 1e Klasse      | 1x     | 2006/07 |